# Aleksandr Volodine
Pour les articles homonymes, voir Volodine et Lifshitz.
Aleksandr Moïsséevitch Volodine (russe : Алекса́ндр Моисе́евич Воло́дин), né le 10 février 1919 à Minsk, et mort le 17 décembre 2001 à Saint-Pétersbourg, est un dramaturge et scénariste soviétique,,. Il est membre du PEN russe,.

## Biographie
Aleksandr Lifshitz, connu sous le pseudonyme littéraire Aleksandr Volodine, est né le 10 février 1919 à Minsk. mais dès l'âge de cinq ans, il vit à Moscou chez son oncle médecin. Dès son enfance, Aleksandr s'intéresse au théâtre, sous l'influence de son frère aîné, acteur du studio d'Alexeï Diki ; cependant, après ses études secondaires, il entre à l'Institut d'aviation de Moscou, qu'il abandonne au bout de six mois. Il obtient ensuite le diplôme d'enseignant à Serpoukhov et enseigne pendant un an la langue et la littérature russes dans une école du village de Vechki, dans l'oblast de Moscou.
En 1939, il entre au département d'études théâtrales du GITIS, mais deux mois plus tard, il est mobilisé dans l'armée. Pendant la Seconde guerre mondiale, il combat au sein du 440e régiment d'artillerie, participe à des batailles sur le front occidental, puis sur le front biélorusse, et est blessé à deux reprises.
Après la démobilisation, il ne retourne pas au GITIS, mais entre au département de scénaristes d'Institut national de la cinématographie dans l'atelier d'Evgueni Gabrilovitch. Il en sort diplômé en 1949 et va s'installer à Léningrad. La même année, il rejoint les rangs du Parti communiste de l'Union soviétique.
Il envoie ses écrits dans l'anthologie Jeune Leningrad. Dans le cadre de l'antisémitisme en URSS, l'éditeur lui propose de changer son nom de famille.
En 1949-1956, il travaille comme monteur puis comme scénariste au studio de cinéma documentaire Lennauchfilm. En 1956-1957, il est rédacteur et membre du conseil artistique du studio de cinéma Lenfilm.
Volodine fait ses débuts en tant que dramaturge en 1956 avec la pièce L'Ouvrière monté au théâtre de Stavropol. La deuxième pièce du dramaturge, Cinq soirées, fut acceptée pour la mise en scène par le BDT, puis, au théâtre Sovremennik par Oleg Efremov.
Aleksandr Volodine s'est lancé dans le cinéma où il a fait ses débuts en 1962 en tant qu'auteur du scénario du court métrage L'Été dernier. Le deuxième film pour lequel Volodine écrit le scénario, Ouvrez, on sonne, d'Alexander Mitta qui remporte le Lion d'or de Saint-Marc au Festival international du film de Venise en 1966.
En plus des pièces de théâtre et des scénarios de films, Aleksandr Volodine écrit de la poésie et de la prose, principalement de nature autobiographique publiée principalement en 1990-1993.
Le prix Masque d'or dans la catégorie "Honneur et Dignité" lui est remis en 1997.
En 2000, on lui décerne le prix Palmyre du Nord dans la catégorie prose, pour son livre Tentative de repentance.
Décédé le 17 décembre 2001, à l'âge de 83 ans, à Saint-Pétersbourg, Aleksandr Volodine est enterré au cimetière de Komarovo.
Chaque année à Saint-Pétersbourg a lieu le festival « Cinq soirées », dédié à sa mémoire.

## Œuvres
dramaturgie ;
- L'Ouvrière (Фабричная девчонка, 1956)[2]
- Cinq soirées (Пять вечеров, 1959)
- En visite et à la maison (В гостях и дома, 1960)
- Ma grande sœur (Моя старшая сестра, 1961)
- Idéaliste (Идеалистка, 1962)
- Nomination (Назначение, 1963)
- Castruccia (Кастручча, 1966)
- Dulcinea del Toboso (Дульсинея Тобосская, 1971)
- Ne vous séparez pas de vos bien-aimés (С любимыми не расставайтесь, 1972)
- Mères-filles (Дочки-матери, 1974)
- Deux flèches (Две стрелы, 1980)
- Lézard (Ящерица, 1981)
- La Blonde (Блондинка, 1984)
- La Mère de Jésus (Мать Иисуса, 1962)

scénarios des films ;
- 1965 : Ouvrez, on sonne (Звонят, откройте дверь)  d'Aleksandr Mitta
- 1965 : Les Aventures d'un dentiste (Похождения зубного врача)  de Elem Klimov
- 1966 : La Grande Sœur (Старшая сестра)  de Gueorgui Natanson
- 1967 : Prestidigitateur (Фокусник)  de Piotr Todorovski
- 1974 : Mères et Filles (Дочки-матери)  de Sergueï Guerassimov
- 1979 : Le Marathon d'automne (Осенний марафон)  de Gueorgui Danielia
- 1982 : Les larmes coulaient (Слёзы капали)  de Gueorgui Danielia
- 1991 : Humiliés et Offensés (Униженные и оскорблённые) de Andreï Echpaï
- 1993 : Nastia (Настя) de Gueorgui Danielia